# Еміліо Едуардо Массера
Еміліо Едуардо Массера (19 жовтня 1925, Парана, Аргентина — 8 листопада 2010, Буенос-Айрес) — аргентинський військовий та політичний діяч.

## Біографія
Вступив до військово-морської школи у 1942 році, закінчив її у 1946 році. Після військового перевороту 1955 року працював у Морській інформаційній службі. Упродовж своєї кар'єри займав різні пости на флоті. У 1974 році Массеру було підвищено, він отримав звання адмірала і став головнокомандувачем аргентинського флоту.
З 1976 до 1978 року входив разом із Хорхе Рафаелем Віделою та Рамоном Орландо Агості до складу військової хунти. У вересні 1978 року Массера пішов у відставку.
Після падіння диктатури хунти у 1983 році його було віддано під трибунал за порушення прав людини й засуджено до довічного ув'язнення й позбавлення звання. Тим не менше, 29 грудня 1990 року його було помилувано тодішнім президентом Карлосом Менемом. У 1998 році знову був заарештований до завершення розслідування порушень прав людини.
У 2004 році переніс інсульт і був поміщений у військовий шпиталь в Буенос-Айресі. Через наслідки інсульту був визнаний неосудним, а справу проти нього було призупинено.
Помер від інсульту 8 листопада 2010 року у військовому шпиталі в Буенос-Айресі.